# Bagrat VII van Kartli
Bagrat VII (Georgisch: ბაგრატ VII) (1569-1619), uit het huis Bagrationi, was koning het oostelijke koninkrijk Kartlië van 1615 tot 1619, maar die eigenlijk een khan was van Perzische sjah Abbas I.
Hij was een zoon van Daud Khan van Kartli toen zijn vader verdreven werd door de Ottomaanse invasie in 1578 zocht hij zijn toevlucht in Perzië. Hij werd als een moslim opgevoed in het hof van de sjah. In 1615 werd hij door de sjah als khan benoemd van Kartli. Zijn macht was beperkt tot Kvemo Kartli en dat met behulp van de Perzische leger. Omdat hij werd beschouwd als een afvallige, walgde het merendeel van de bevolking van het koninkrijk; ondanks de Perzische aanwezigheid was dat zelfs niet in staat om de schijnbare trouwe adel te controleren. Hij stierf in Bolnisi in 1619 en werd opgevolgd door zijn zoon, Semayun Khan